# Dannebrog (Nebraska)
Dannebrog és una població dels Estats Units a l'estat de Nebraska. Segons el cens del 2000 tenia 352 habitants.

## Demografia
Segons el cens del 2000, Dannebrog tenia 352 habitants, 136 habitatges, i 96 famílies. La densitat de població era de 377,5 habitants per km².
Dels 136 habitatges en un 27,9% hi vivien nens de menys de 18 anys, en un 53,7% hi vivien parelles casades, en un 12,5% dones solteres, i en un 29,4% no eren unitats familiars. En el 25% dels habitatges hi vivien persones soles el 12,5% de les quals corresponia a persones de 65 anys o més que vivien soles. El nombre mitjà de persones vivint en cada habitatge era de 2,59 i el nombre mitjà de persones que vivien en cada família era de 2,98.
Per edats la població es repartia de la següent manera: un 27% tenia menys de 18 anys, un 6,8% entre 18 i 24, un 24,7% entre 25 i 44, un 25% de 45 a 60 i un 16,5% 65 anys o més.
L'edat mediana era de 39 anys. Per cada 100 dones de 18 o més anys hi havia 91,8 homes.
La renda mediana per habitatge era de 28.125 $ i la renda mediana per família de 31.250 $. Els homes tenien una renda mediana de 21.818 $ mentre que les dones 21.875 $. La renda per capita de la població era de 12.913 $. Aproximadament el 9,7% de les famílies i el 14% de la població estaven per davall del llindar de pobresa.

## Poblacions més properes
El següent diagrama mostra les poblacions més properes.